# Margaret Prosser
Margaret Theresa Prosser, baronne Prosser (née le 22 août 1937) est une pair travailliste.

## Biographie
Prosser est née le 22 août 1937 à Tooting, Londres fille de Frederick James et Lillian Barry.
Elle fait ses études à l'école primaire Saint-Boniface de Tooting et à l'école Sainte-Philomène de Carshalton. Elle étudie en tant qu'étudiante adulte à l'école polytechnique du nord-est de Londres, obtenant un diplôme d'études supérieures en conseils et études de l'information en 1977.
Prosser milite au parti travailliste et au mouvement syndical au début des années 1970, gravissant les échelons du Transport and General Workers' Union (T&G) pour devenir secrétaire générale adjointe en 1998. Elle est présidente du Congrès des syndicats en 1996.
Elle est membre de la Commission pour l'égalité des chances de 1985 à 1992 et de la Commission des bas salaires de 2000 à 2005. Elle est nommée Officier de l'Ordre de l'Empire britannique (OBE) lors de la cérémonie d'anniversaire 1997. De 1996 à 2001, elle est trésorière du Parti travailliste. De 2002 à 2006, elle est présidente de la Commission nationale des femmes.
Le 11 juin 2004, elle est créée baronne Prosser, de Battersea dans le quartier londonien de Wandsworth. Du 1er novembre 2004 au 31 octobre 2010, elle est administratrice non exécutive de Royal Mail plc.
De 2006 à 2012, elle est vice-présidente de la Commission pour l'égalité et les droits de l'homme,. En 2012, elle publie son autobiographie Your Seat is at the End, écrite avec Greg Watts et avec une préface de Tony Blair. Depuis 2019, Prosser est présidente du conseil d'administration de l'industrie et du Parlement Trust, qui s'efforce de promouvoir une compréhension des affaires parmi les parlementaires et les décideurs.
Elle est administratrice de Progress Limited, un groupe de réflexion politique et un organisme de bienfaisance.